# أرسيسو أرتيسياني
أرسيسو أرتيسياني  (بالإيطالية: Arciso Artesiani)‏ كان متسابق دراجات نارية إيطالي. نافس في سباقات بطولة العالم لفئة 500 سي سي.

## روابط خارجية
- أرسيسو أرتيسياني على موقع MotoGP.com (الإنجليزية)